# Quebrada Camiña

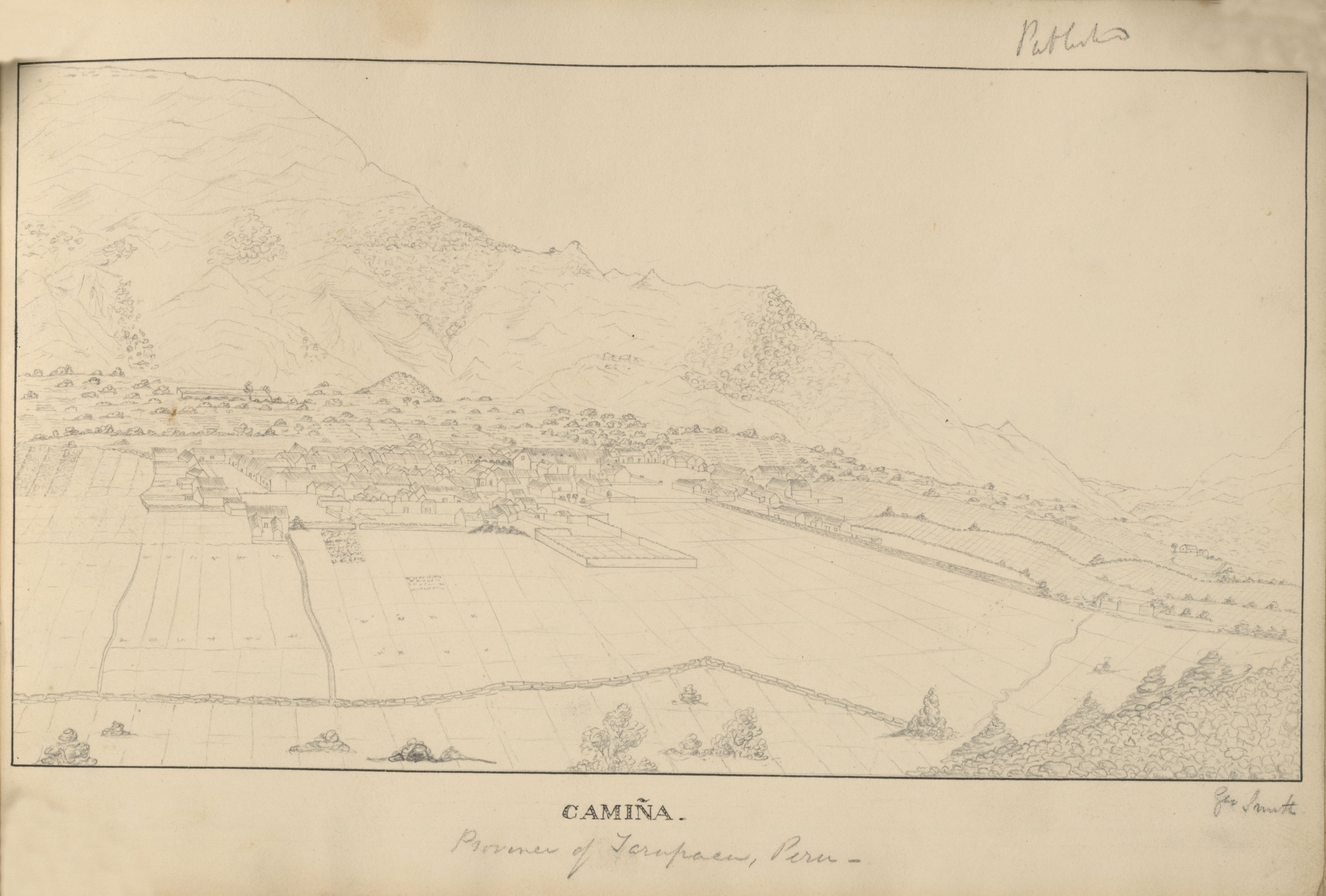
Camiña en un bosquejo de 1822.

La quebrada de Camiña, también conocida como quebrada de Tana, río Tana o río Camiña, es un curso de agua intermitente ubicado en la región de Tarapacá, Chile.

## Toponimia
Según el investigador Manuel Mamani, el origen del nombre "Camiña" no ha sido determinado con certeza.Una hipótesis señala que provendría del aimara y significaría "morada o resistencia".Por otro lado, Francisco Astaburuaga, en su Diccionario Geográfico de la República de Chile (1899), sostiene que el nombre habría sido otorgado por los misioneros franciscanos, en referencia a su convento en la villa de Caminha, Portugal.

## Descripción

### Trayecto
La quebrada de Camiña se origina en los manantiales andinos de Agua Amarilla y Agua Verde, también conocidos como Apolinario y Margarita, situados en las laderas del cerro Pumire, en la comuna de Colchane, Región de Tarapacá. Su cauce fluye en dirección noreste-suroeste, atravesando principalmente la comuna de Camiña, hasta desembocar en el océano Pacífico, aproximadamente a unos 2 km al norte de Pisagua.[cita requerida]
A lo largo de su recorrido, la quebrada recibe diversas denominaciones. En su curso superior y oriental se le conoce como quebrada de Camiña, mientras que al oeste de Calatambo se la conoce como quebrada de Tana. Desde su confluencia con la Quebrada de Tiliviche hasta su desembocadura conserva este último nombre.Antes de llegar al océano, recibe por su margen izquierda las aguas de la quebrada de Retamilla y Jazpampa.[cita requerida]
Según Jorge Boonen, el tramo conocido como Camiña se extiende aproximadamente 12 leguas, desde el salto de Vila-Vila hasta su confluencia con la quebrada de Corza, donde adopta este último nombre. Posteriormente, atraviesa los sectores de Izapaza, Dos Palos y Coñaguaza, extendiéndose por unas 5 leguas. En la localidad de Ancocollo, pasa a llamarse Tana y posteriormente Saya, antes de adoptar el nombre de quebrada de Pisagua, denominación que conserva hasta su desembocadura.: 139- 
Administrativamente, la quebrada de Camiña forma parte de la cuenca hidrográfica clasificada en el ítem 016 del inventario de cuencas de Chile (BNA), denominada "Costeras Río Camarones - Pampa del Tamarugal".[cita requerida]
El geógrafo Luis Risopatrón, en su Diccionario Jeográfico de Chile de 1924, describió la quebrada de la siguiente manera:: 127 
Camiña (Quebrada de) 19° 15' 69° 22’. Tiene cuatro vertientes de buena agua en sus oríjenes que se juntan en Cascahuano, donde se ha medido en el mes de diciembre 170 litros por segundo; corre hacia el SW, recibe las aguas de pequeñas vertientes i una de mas importancia frente a Palca así como pequeños arroyos que le dan un sabor ferrujinoso, haciéndola inadecuada para los usos ordinarios de la vida, pero es bebida por los pobladores. Enseguida se encorva al W en profundo corte, con arbustos i escasos pastizales i después al SW, donde presenta una sucesión de valles cultivados, separados entre sí por gargantas estrechas, pedregosas e inadecuadas para la agricultura; suma unas 300 hectáreas de terrenos bien cultivados, con alfalfa, maiz, trigo i chacras, así como duraznos, granados e higueras, entre la ajdea de la misma denominación, donde se ha medido 205 litros de agua por segundo en la quebrada i el caserío de Calatambo, donde el agua se sumerje. No alcanza en algunos años a regar los sembríos de este nombre i los de Cabrane i revienta en Corza, Turiza, Tana i Saya, en cuyos lugares corre por entre el pasto, los chilcales i los molles, para sumerjirse nuevamente, a unos 10 kilómetros antes de llegar al mar, donde se presenta como una vertiente a pocos metros de la orilla, salvo en los tiempos lluviosos, en que el agua llega hasta la costa. Goza de un clima sano en su parte superior, pero en su sección inferior, desde Calatambo hacia abajo, reinan las fiebres palúdicas, principalmente en los meses de verano i otoño. El mejor sendero desde la aldea de Camina, hacia el interior, es el del fondo de la quebrada hasta el codo, en vez del de la falda del cerro del S, que es mas quebrado; sigue un trecho mui pedregoso i de fuerte pendiente, llamado La Escalera i se aleja hasta 3 kilómetros de la orilla izquierda del rio. 2, 7, p. 216; 62, II, p. 386; 63, p. 82; 77, p. 17; 94, o. 16, 18 i 79; 96, p. 61; 116, p. 207, 237, 267, 270 i 277; 126, 1919, p. 311; 134; 149, i, p. 140; 155, p. 110; i 156; i de Camiña o Carhuiza en 141, atlas de Raimondi (1874).
Sin embargo, Risopatrón también describe una:: 679 
Pisagua (Quebrada de). 19° 33' 70° 13' Corre por ella durante el verano un escaso hilo de agua de excelente calidad, que se seca completamente en el invierno, lo que obliga a los moradores de la comarca, a abrir cacimbas, para apagar la sed; en algunos veranos lluviosos suelen bajar riadas, que inundan las quebradas i alcanzan las aguas hasta el mar. Corre hacia el W i desemboca en la costa de la bahía del mismo nombre, donde se encuentran unos pocos habitantes ocupados de la pesca en la cuesta del lado S se ven las ruinas de una aldea de; pescadores. 1, ix, p. 5í); 6 ' II, p. 385; 139, p. 33; 149. i, p. 140; i 155, p. 561; valle en 77, p. 73; de Pisagua o Camina en 1, xi, p. 30; rio Pisagua o Pisahua en 3, iv, p. 239 (Alcedo, 1788); i de Huayna Pisagua en 141, atlas de Raimondi (1874).
Por su parte, Hans Niemeyer describió el trayecto señalando:: 47 
El río Camiña nace al pie occidental del cerro Llanquipa (5210 m) en la región donde suele llover en la época estival. Corre en un cauce estrecho directamente hacia el oeste por 10 km; describe luego un arco al norte por otros 14 km. A partir de esta curva, donde alcanza su punto más septentrional, dirige su curso en dirección general al SO, con ligeras variantes, hasta su desagüe en el océano Pacífico, en la Caleta Pisagua Viejo. la longitud total aproximada del río Camiña resulta de 150 km. En general transcurre en forma de un cañón confinado primero por altos cerros y más abajo por los taludes de la pampa. Al llegar al mar franquea el elevado acantilado costero. Deja sin embargo ansanchamientos separados por estrechas gargantas que son aprovechados en cuarteles de cultivos, muy ordenados y cuidadoso En el curso superior se llama Camiña y más abajo se la conoce también con el nombre de quebrada de Tana, debido a que riega otro caserío con ese nombre.

### Caudal y régimen
La quebrada de Camiña es cuenca exorreica que desemboca en el Océano Pacífico, unos kilómetros al norte de Pisagua.  Sin embargo, su caudal es permanente solo en la parte alta, mientras que en la baja es intermitente, dependiendo de las lluvias estivales, normalmente hasta Moquella: 107 . Sus aguas son utilizadas principalmente para el riego agrícola.

Durante las inundaciones de 1963 y 1964, Hans Niemeyer registró un caudal máximo de 15 m³/s en Umiña (12 de marzo de 1963) y de 2,71 m³/s (17 de marzo de 1964).
|  |  |

Las curvas de variación estacional muestran que el caudal aumenta en invierno (junio-julio) y, con mayor intensidad, durante el verano austral (enero-febrero) debido al invierno altiplánico. La probabilidad de excedencia permite estimar la recurrencia de caudales extremos: en años lluviosos, el caudal puede alcanzar su percentil del 5%, mientras que en años secos desciende a valores del 95%. Además, el análisis del régimen hídrico sugiere que el flujo está influenciado tanto por las precipitaciones invernales como por el deshielo primaveral (septiembre-enero).[cita requerida]

## Historia
La quebrada de Camiña ha estado habitada desde tiempos prehispánicos. Sus zonas irrigadas han servido como oasis para los viajeros, ya sea en sus desplazamientos de norte a sur o siguiendo el lecho de la quebrada. Diversos caminos y rutas históricas atraviesan la zona, incluyendo el Camino del Inca, que cruza la quebrada cerca de la localidad de Calatambo.: 381 
La población de Camiña es mayoritariamente aimara, aunque en menor proporción que en siglos pasados. Según registros de la administración peruana, el Diccionario Geográfico-Estadístico del Perú de 1887 estimaba 6.876 habitantes, cifra significativamente superior a los 1.275 habitantes registrados en el censo de 2012 del Instituto Nacional de Estadísticas de Chile.[cita requerida]
Durante la Guerra del Pacífico, en noviembre de 1879, la Quebrada de Tana fue escenario del paso del expresidente boliviano Hilarión Daza. Acompañado de 140 soldados y oficiales, inició su retirada hacia el norte tras haber ordenado al grueso de su ejército regresar a Arica desde el río Camarones.Esta retirada dejó a las fuerzas aliadas en Iquique, bajo el mando de Juan Buendía, en una posición vulnerable ante el desembarco chileno en Pisagua y la posterior Batalla de Dolores.

## Población, economía y ecología
Las aguas de la quebrada de Camiña permiten el cultivo de aproximadamente 300 hectáreas.: 55 
La buena calidad de los suelos, el clima favorable y la disponibilidad de riego han sostenido la actividad agrícola desde los primeros habitantes. Se cultivan ajos, choclos zanahorias, cebollas, alfalfa y también frutales como manzanas, ciruelas, membrillos, tunas y tumbos. Sin embargo, la constante migarción de los jóvenes a las ciudades ha reducido esta actividad y provocado el abandono de muchas chacras.: 382 
Las lagunas de Amuyo no pertenecen a la cuenca de la quebrada de Camiña, sino a la cuenca del río Camarones. Sin embargo, su acceso es más fácil desde Camiña.: 383 